# Penstemon nudiflorus
Penstemon nudiflorus är en grobladsväxtart som beskrevs av Asa Gray. Penstemon nudiflorus ingår i släktet penstemoner, och familjen grobladsväxter. Inga underarter finns listade i Catalogue of Life.